# Größeres Yellowstone-Ökosystem

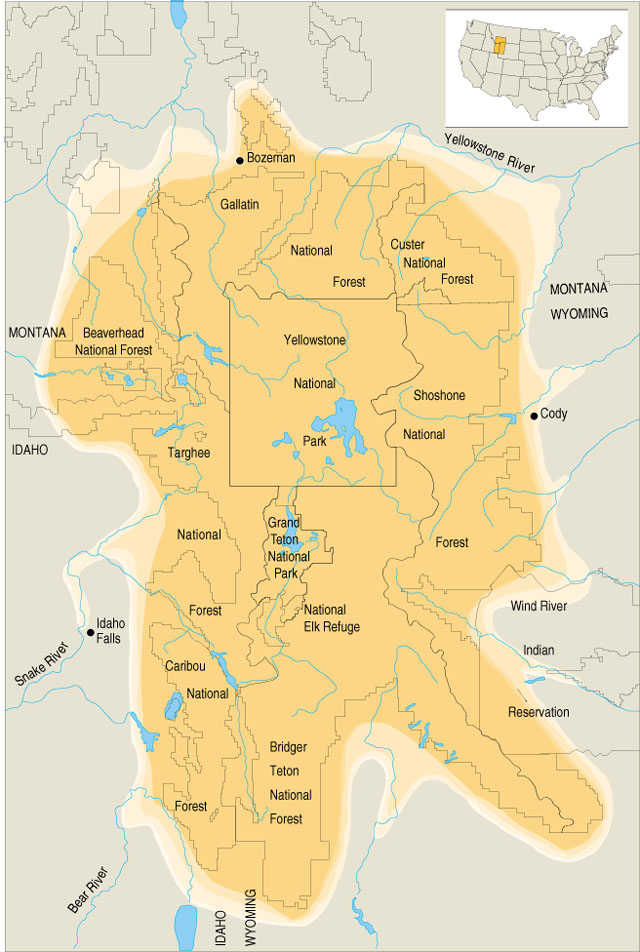
Karte des Größeren Yellowstone-Ökosystems. Die Grenzen sind nicht einheitlich definiert

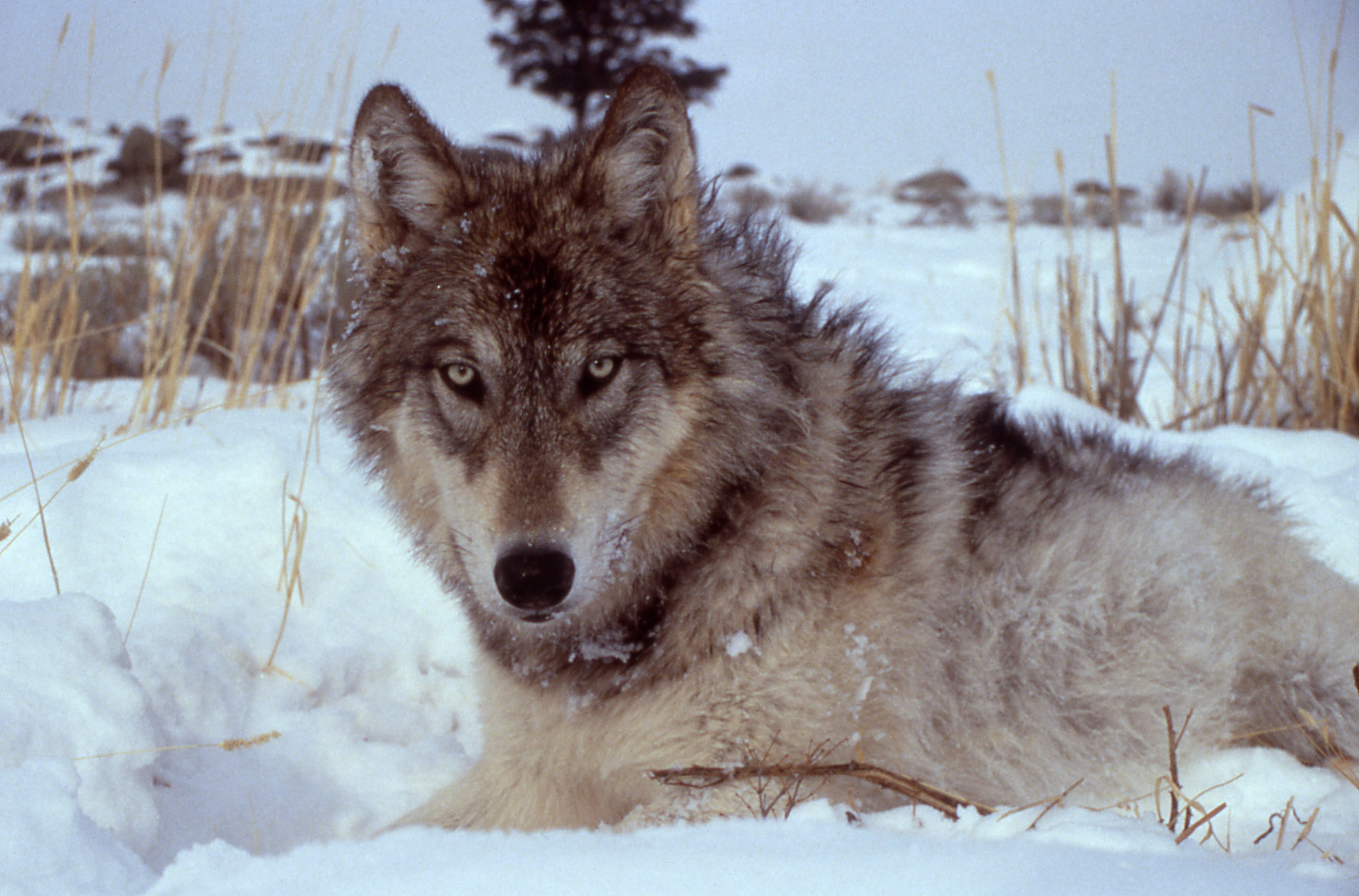
Wolf im Yellowstone-Nationalpark

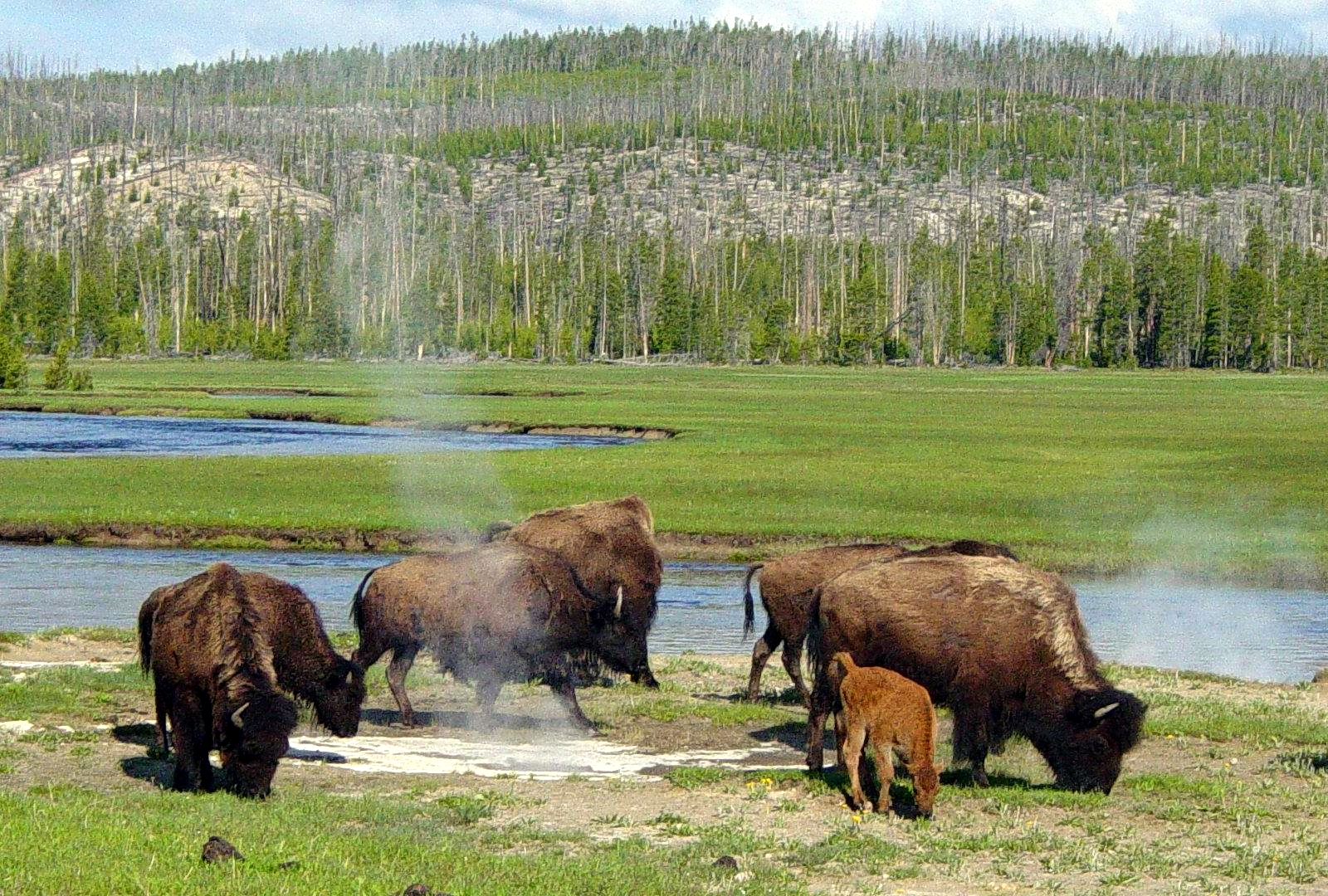
Bisons im Yellowstone-Gebiet

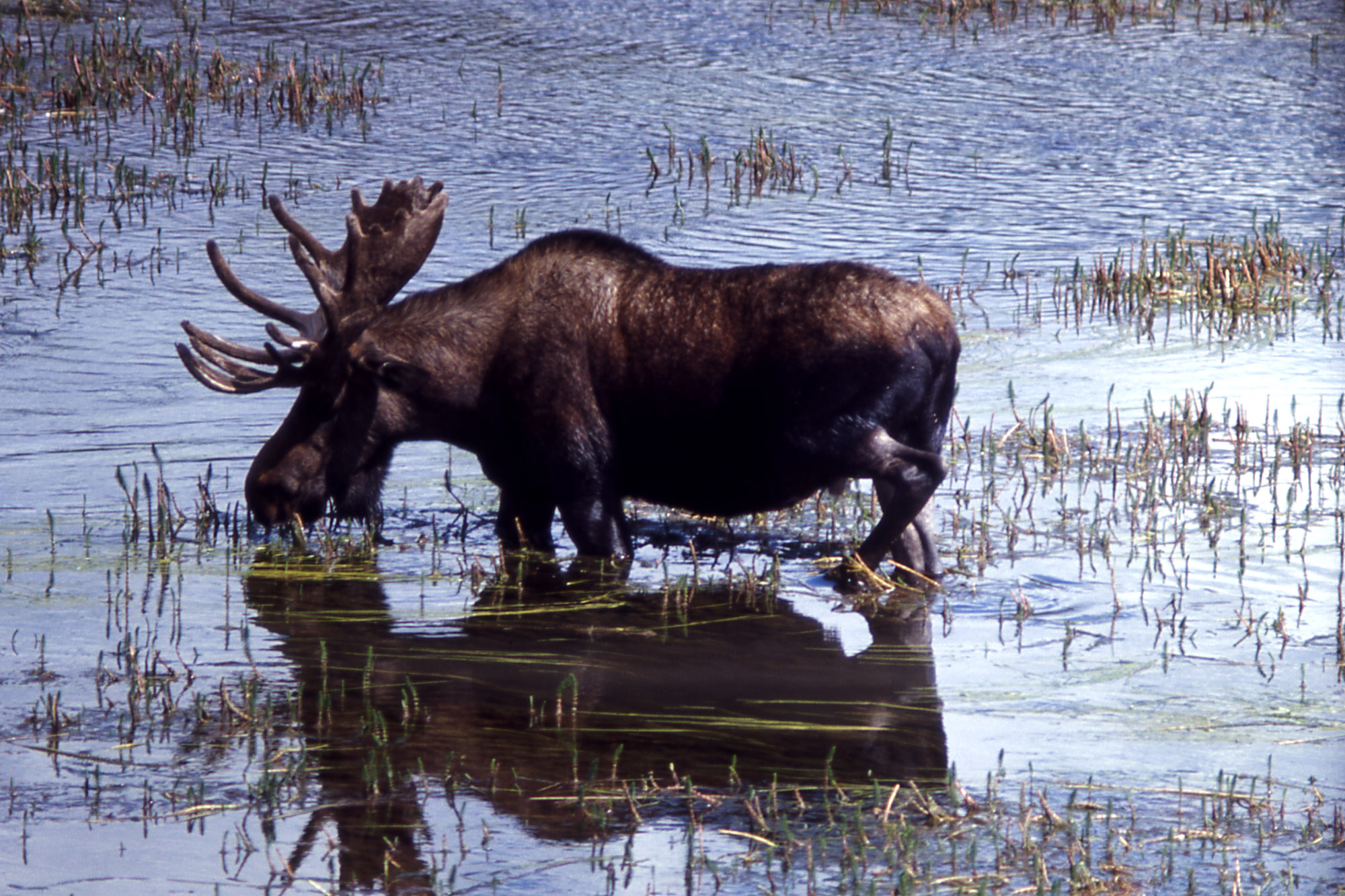
Elch im Yellowstone-Gebiet

Als Größeres Yellowstone-Ökosystem (englisch Greater Yellowstone Ecosystem) wird ein Naturraum in den Vereinigten Staaten bezeichnet. Er umfasst den Nordwesten des Bundesstaates Wyoming und die angrenzenden Teile Montanas und Idahos. Es ist das letzte große, beinahe intakte Ökosystem in der nördlichen gemäßigten Zone der Erde und das führende natürliche Laboratorium der Landschaftsökologie und der Geologie. Weltweit ist es bekannt als Erholungsgebiet. Nebst dem Yellowstone-Nationalpark gehören weitere staatlich geführte Gebiete zum größeren Yellowstone-Ökosystem: Die Gallatin, Custer, Caribou-Targhee, Bridger-Teton und Shoshone National Forests, das National Elk Refuge und  der Grand-Teton-Nationalpark. Zusätzlich umfasst es einige Parzellen in privatem Besitz. In den National-Wäldern außerhalb des Yellowstone-Nationalparks wurden seit 1996 zehn unterschiedliche Wilderness Areas, die strengste Klasse von Naturschutzgebieten der USA, eingerichtet, um einen besseren Schutz des Lebensraumes gewährleisten zu können. Die Verwaltung des Ökosystems wird kontrovers diskutiert.

## Geschichte
Die Grenzen des Yellowstone-Nationalparks wurden 1872 willkürlich festgelegt, in der Hoffnung, sämtliche geothermalen Becken der Region zu umfassen. Die Grenzen deckten sich aber nicht mit dem Lebensraum der Wildtiere und der Pflanzen. In den 1970er Jahren wurde der Lebensraum der Grizzlybären im Park und in dessen Nähe als minimale Grenze eines theoretischen Yellowstone-Ökosystems herangezogen. Das Gebiet umfasste 16.000 km². Seither wurde das definierte Gebiet immer weiter gefasst. Eine Studie aus dem Jahr 1994 nannte eine Fläche von 76.890 km².
1985 kümmerten sich verschiedene Unterausschüsse des Repräsentantenhauses um das größere Yellowstone-Ökosystem, jene für öffentliches Land, Nationalparks und Erholung. Es resultierte ein Bericht des Forschungsdienstes des Kongresses (Congressional Research Service), welcher Mängel in der Koordination zwischen den Behörden umriss und betonte, dass die grundlegenden Werte des Gebietes bedroht seien.

## Naturschutzmaßnahmen

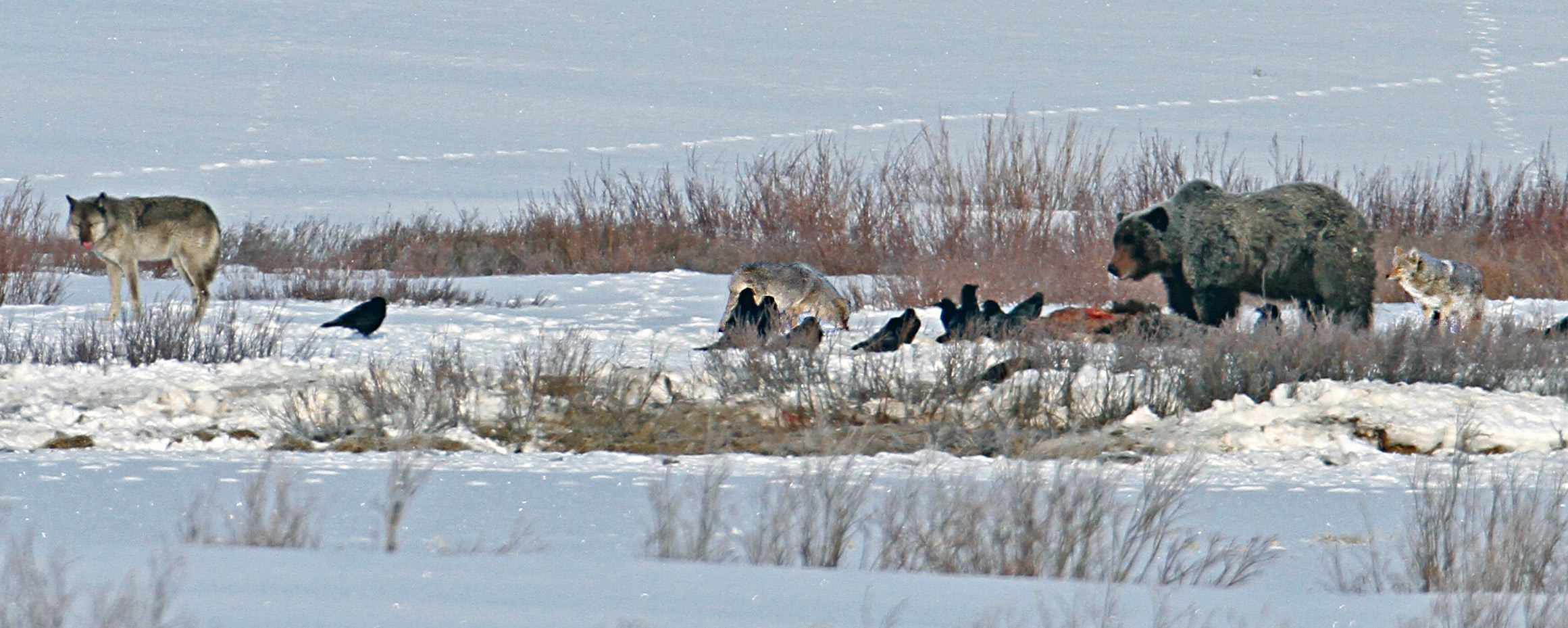
Grizzlybär, Wölfe und Raben an Aas

Seit der Ausrufung der Zusammenarbeit aller beteiligten Stellen des Greater Yellowstone Ecosystems wurden Schutzprojekte der Nationalparks und anderen Schutzgebiete des Bundes koordiniert und mit der Politik der Staaten abgestimmt. Erfolgreich, aber umstritten, ist die Bestandserholung des Bisons im Yellowstone-Nationalpark mit der Folge, dass die Herden im Winter die Grenzen des Schutzgebietes überschreiten und in die niedriger gelegenen, von privaten Rinderzüchtern genutzten Flächen wandern. 2012 wurde eine Vereinbarung im Staat Montana erreicht, nach der Bisons auch weiterhin im Winter die Parkgrenze nach Norden überschreiten können. Im betroffenen Gebiet werden zu dieser Zeit keine Weidetiere gehalten.
Ein großer Erfolg war der Schutz der Grizzlybären. Seit der Einführung des Endangered Species Acts im Jahr 1975 und dank der strengen Orientierung aller Maßnahmen des Bundes im Gebiet am Schutz der Art stieg ihre Zahl von 136 Tieren im Jahr 1975 auf über 500 Tiere Ende 2006. Aufgrund dieser Bestandszunahme wollte der U. S. Fish and Wildlife Service den Schutz der Art durch den Bund im Greater Yellowstone Ecosystem Ende April 2007 aufheben und die Bären dem regulären Schutz der Staaten übergeben. 2009 machte ein Bezirksgericht in Montana diesen Entscheid rückgängig, weil die Populationen für einen derartigen Schritt nicht hinreichend abgegrenzt werden können und Auswirkungen der Globalen Erwärmung auf die Weißstämmige Kiefer als bedeutende Nahrungsquelle des Grizzlies nicht berücksichtigt wurden. Das Urteil wurde im November 2011 durch die Berufungsinstanz bestätigt. Die Zahl der Bären steigt in der Folge weiter an, 2010 wurden 602 Grizzlies im Ökosystem gezählt.

Ausbreitung des Grizzlys von 1990 bis 2018

Eine ähnliche Entwicklung zeigte der in den 1930er Jahren ausgestorbene und wieder angesiedelte Wolf der Unterart Mackenzie-Wolf. Seit dem Beginn der Auswilderung von Wölfen im Jahr 1995 im Nationalpark hat sich die Population im Greater Yellowstone Ecosystem auf über 500 Tiere erhöht, davon pflanzen sich stabil über 100 Weibchen im Jahr fort. Der Fish and Wildlife Service wollte im Februar 2008 auch für diese Art den Schutz des Bundes nach dem Endangered Species Act aufheben und die Art den Naturschutzbehörden der Staaten überlassen. Das Vorhaben wurde im Juli 2008 nach Klagen einer Koalition von Naturschutzverbänden durch ein Bundesgericht gestoppt, weil die Maßnahmen in Wyoming das vom Bund vorgeschriebene Schutzniveau verfehlten und der Erhalt der Population dadurch nicht garantiert wurde. Im Mai 2011 wurde die Art schließlich in Idaho und Montana in die Zuständigkeit der Staaten übergeben, Wyoming musste die Gesetze des Staates erst an die Forderungen des USFS anpassen, so dass der Staat erst zum Oktober 2012 für den weiteren Schutz des Wolfs zuständig wurde. Nach den neuen Regeln wird der Wolf im Anteil Wyomings am Greater Yellowstone Ökosystem außerhalb der Nationalparke und weiterer besonderer Schutzgebiete nur mit Einzelabschussgenehmigungen bejagt. In den anderen Teilen des Bundesstaates gilt er jedoch als predator und kann von jedermann jederzeit geschossen werden. Für das Jahr 2010 wurden über 500 Wölfe im gesamten Ökosystem gezählt, davon 97 im Yellowstone-Nationalpark. Das ist für die Region eine kontinuierliche Zunahme, im Park selbst wurden 2003, 2004 und 2007 jeweils über 170 Tiere erfasst. Der Rückgang der Wölfe im Park wird auf Abwanderungen zurückgeführt, mit denen die Wölfe ihren Beutetieren folgen. 2014 erklärte ein Gericht die Aufhebung des Schutzes der Wölfe in Wyoming für ungültig, da die Vereinbarungen zwischen dem U.S. Fish & Wildlife Service und dem Bundesstaat Wyoming betreffend dem künftigen Wolf-Management nicht verbindlich geregelt worden seien. In den folgenden Jahren kam es zu Einigungen über die Jagdregelungen, so dass seit 2017 alle betroffenen Populationen des Wolfs in den Rocky Mountains in der Verantwortung der Bundesstaaten liegen.
Zu Konflikten kam es im Winter 2021/2022 in Montana unmittelbar nördlich außerhalb des Nationalparks. Die Jagdbehörde hatte eine Abschussquote von 450 Tieren für das Staatsgebiet festgelegt und die bisherigen Beschränkungen pro Jagdrevier völlig aufgehoben. In der Folge wurden in diesem einen Winter 19 Wölfe aus den Rudeln des Nationalparks erschossen, das Junction-Butte-Rudel im Lamas Valley wurde ausgelöscht, als die Tiere die Parkgrenze auch nur geringfügig verließen.
Seit Wiedereinführung der Wölfe hat die Wapiti-Population in der Yellowstone-Gegend regiert. Ein Hauptgrund ist, dass Wapitis aufgrund der Wölfe im Winter in höhergelegene Gebiete ausweichen. Weitere Ursachen sind eine Trockenphase zwischen 1998 und 2004, sowie die Zunahme der Grizzlies, die weniger als Prädatoren, sondern vielmehr als Nahrungskonkurrenten auftreten. Dies hat wiederum Auswirkungen auf die Vegetation des Gebietes, insbesondere wachsen seither mehr Weiden-Gebüsche in den Talauen. Die Talökosysteme haben sich dadurch in der Wertigkeit stark verbessert. Der Gesamtbestand der Wapitis hat sich durch die Einführung des Wolfs kaum verändert. Die Zahlen gelten als etwa vergleichbar seit um 1800 Schätzungen begonnen haben.
Im Süden des Ökosystems gab es Konflikte um Gabelböcke und Maultierhirsche. Alle Gabelböcke und die überwiegende Zahl der Maultierhirsche des Grand-Teton-Nationalparks und der umliegenden Bergketten ziehen im Winter über die Gros Ventre Range nach Süden in das Tal am Oberlauf des Green Rivers. Dies sind mit bis zu 260 km die weitesten bekannten Wanderbewegungen der beiden Arten. Das dortige Winterquartier ist durch einen seit der Jahrtausendwende einsetzenden Boom in der Nutzung von Erdgasvorkommen bedroht. Hinzu kommen die Ausweisung von Baugebieten und neue Straßenerschließungen. Die Entwicklung gefährdete die Existenz der beiden Tierarten im Nationalpark. 2003 vergab das Bureau of Land Management irrtümlich zwei Bohrlizenzen in einem Abschnitt des Tals, der als Flaschenhals der Wanderwege bekannt ist, durch den fast alle Gabelböcke und viele Maultierhirsche ziehen müssen. Die Vergabe wurde nach Protesten zurückgezogen. Anfang 2010 schloss die Naturschutzorganisation „The Conservation Fund“ eine Vereinbarung mit Grundbesitzern, nach der der kritische Abschnitt der Wanderroute dauerhaft gesichert wird. 2012 verzichtete auch der US Forest Service auf den Bau von Zäunen und anderen Hindernissen auf dem Zugweg; bis Mai 2013 wurden bestehende Einrichtungen entfernt. Damit wurde der Path of the Pronghorn der erste durch die Bundesregierung offiziell anerkannte Zugweg für wandernde Tierarten.

## Kritik
Kritiker des Konzepts des größeren Ökosystems machen geltend, dass es besser auf individuelle Tier- und Pflanzenarten abgestimmt werden müsste. Ein halbes Jahrhundert reiche nicht, um wirklich zu wissen, wie sich eine Wild-Population in einem Ökosystem wandelt. Beispielsweise wissen Ökologen, dass die Grizzlybären vor der Ankunft der Europäer im größeren Ökosystem heimisch waren. Im Gegensatz zu heute war ihre Population damals nicht isoliert. Forscher wissen aber nicht, ob die damalige oder heutige Population größer war. Auch wenn die Population heute stabil oder gar leicht wachsend sei, könne nicht mit Sicherheit gesagt werden, dass dies auch in längerem Zeitraum der Fall sei.

## Biotopvernetzung
Das Greater Yellowstone Ecosystem ist Teil der seit 1993 geplanten Yellowstone to Yukon-Initiative, die einen durchgehenden Korridor von geschützten Naturräumen von Yellowstone über das Crown of the Continent Ecosystem im Grenzbereich zwischen den USA und Kanada, die Nationalparks im Zentrum der kanadischen Rocky Mountains (Banff-Nationalpark, Jasper-Nationalpark, Kootenay-Nationalpark, Yoho-Nationalpark) bis zu den Ebenen des Yukon Rivers unter Naturschutz stellen will. Damit sollen insbesondere den Großsäugern Wanderbewegungen über große Entfernungen ermöglicht werden.